# لوئیز الیزابت اورلئان
لوییس الیزابت اورلئان (اسپانیایی: Luisa Isabel‎) همسر لوئی یکم اسپانیا و ملکهٔ اسپانیا بود.